# Irányítószám

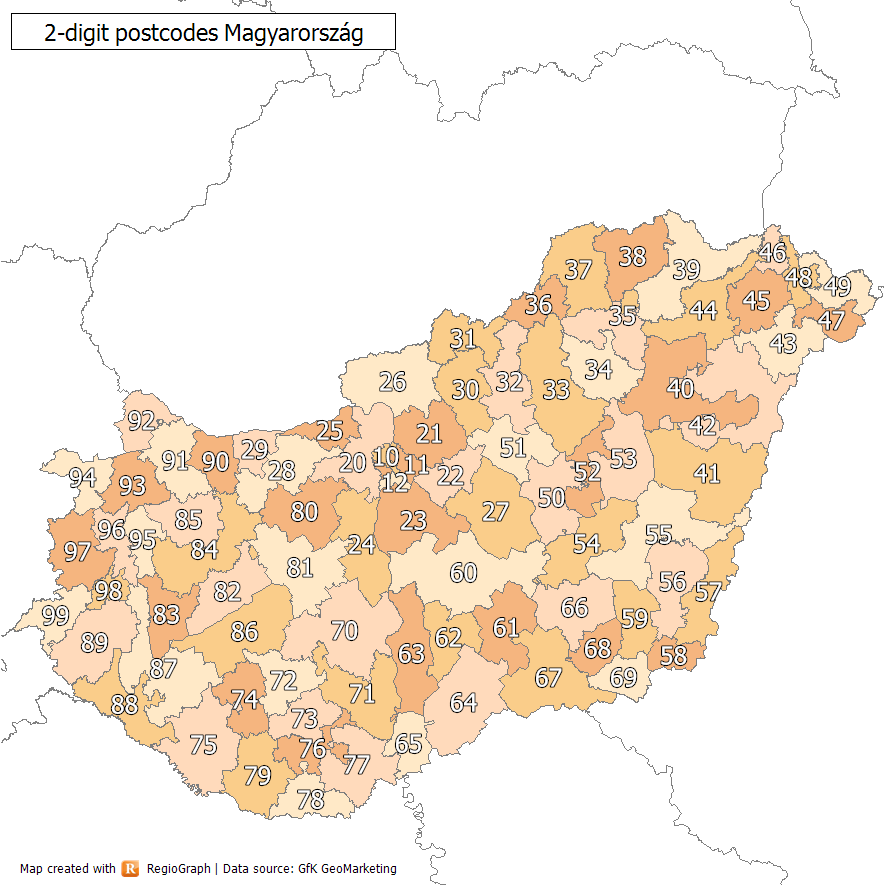
Magyarország irányítószámainak első két számjegy szerinti felosztása

Az irányítószám a postai küldemények rendeltetési hely szerinti csoportosítását segítő azonosító kód, amely állhat tisztán számokból vagy betűkből és számokból. Az országok túlnyomó többsége használ irányítószámokat, de vannak kivételek is, például Panama.
Irányítószámokat először az Ukrán Szovjet Szocialista Köztársaságban vezettek be 1932 decemberében, de 1939-ben felhagytak a használatukkal. Következőként Németország vezetett be irányítószámokat, 1941-ben, majd Argentína 1958-ban, az Egyesült Királyság 1959-ben, az Amerikai Egyesült Államok 1963-ban, és Svájc 1964-ben. Magyarországon az irányítószám egy négyjegyű szám, amit 1973. január 1-jén vezettek be.
Irányítószámuk nem csak fizikai címeknek van; a nagyobb postahivatalokban a postafiókoknak, vagy egyes nagyobb forgalmú intézményeknek, vállalkozásoknak is saját irányítószámuk lehet.

## Technológia
Bevezetésekor elengedhetetlen követelmény volt a nagyobb feldolgozóhelyeken a gépesítés, valamint a szabványméretű borítékok bevezetése. Az irányítószámok alapján történik a „zárlatok”-nak nevezett zsákos egységcsomagok összeállítása is.
A legtöbb ország numerikus jeleket használ az irányítószámokhoz, kisebbségben vannak az alfanumerikus (betűket és számokat is használó) országok. Mivel ezek jóval több kombinációra adnak lehetőséget, sokkal pontosabb helymeghatározást tesznek lehetővé – Hollandiában vagy az Egyesült Királyságban utcákat vagy akár egyes épületeket is jelölhetnek. Alfanumerikus kódokat használnak rajtuk kívül a következő országok: Argentína, Brunei, Jamaica, Kanada, Málta, Venezuela.
Egyes alfanumerikus rendszert alkalmazó országokban technikai okokból bizonyos betűket nem használnak irányítószámokban, mert a beolvasó gépek könnyen összetévesztik őket. Kanadában a D, F, I, O, Q és U betűt nem használják, a W és Z pedig nem állhat első helyen. Hollandiában korábban nem használták az F, I, O, Q, U és Y betűt, de mivel a többinek már minden kombinációját, 2005-ben ezeket is engedélyezték. A rossz emlékű német szervezetek betűjelei (az SS, SD és SA betűkombinációk) továbbra sem használatosak.

## Irányítószámok Magyarországon
Magyarországon az irányítószámok rendszerét 1973-ban vezették be. Az első számjegyek által jelölt gócterületek közül az 1-es Budapestet, a 2-es Budapest környékét jelöli, a továbbiak pedig az óramutató járásával megegyező sorrendben körbejárják az országot (3-as: Észak-Magyarország, 4-es: a Tiszántúl északi része, 5-ös: az Alföld középső része, 6-os: Dél-Alföld, 7-es: Dél-Dunántúl, 8-as: a Balaton környéke, 9-es: Nyugat-Magyarország); a második számjegy általában Budapesttől távolodva növekszik (pl. 3000 Hatvan, 3100 Salgótarján, 3200 Gyöngyös, 3300 Eger, 3400 Mezőkövesd, 3500 Miskolc).
A teljes irányítószám meghatározza a postai kézbesítési körzetet, ahol a cím található. Budapest, Debrecen, Győr, Miskolc, Pécs és Szeged több körzetre oszlanak, Budapesten a második és harmadik számjegy a közigazgatási kerületet jelöli. A kisebb településeknek általában saját irányítószámuk van, de esetenként előfordul, hogy önálló postahivatal nélküli települések közös irányítószámon osztoznak.

## Irányítószámok nemzetközi viszonylatban

Irányítószámok hossza országok szerint:
Számoknál:
3 karakter
4 karakter
5 karakter
6 karakter
7 karakter
8 karakter
9 karakter
10 karakterBetű-szám:
6 karakter
7 karakter
8 karakter
Nincs irányítószám

Nem minden országban használnak irányítószámot (például Írországban 2013-ban még nem volt, de időnként dolgoznak ki terveket a bevezetésére.)
Bár Hongkong és Makaó a Kínai Népköztársasághoz tartozik, megőrizte régi postai rendszerét, amely nem alkalmaz irányítószámot. A kontinentális Kína és Hongkong, illetve Makaó közti postai küldeményeket nemzetközi küldeményként kezelik.

### Irányítószám-keresők országonként
- Ausztria Archiválva 2009. augusztus 26-i dátummal a Wayback Machine-ben
- Csehország
- Franciaország
- Horvátország Archiválva 2007. február 7-i dátummal a Wayback Machine-ben
- Lengyelország Archiválva 2010. július 19-i dátummal a Wayback Machine-ben
- Magyarország
- Németország
- Olaszország Archiválva 2007. január 26-i dátummal a Wayback Machine-ben
- Románia
- Spanyolország
- Svédország
- Szerbia Archiválva 2010. október 5-i dátummal a Wayback Machine-ben
- Szlovákia
- Ukrajna Archiválva 2012. december 9-i dátummal a Wayback Machine-ben